# بيروكسي ثنائي كبريتات

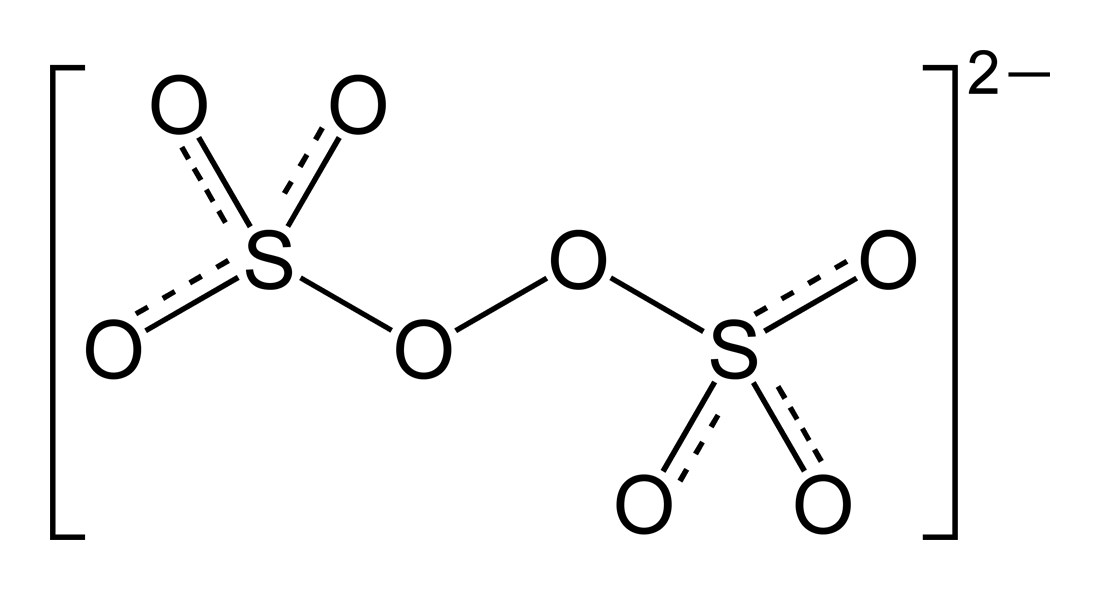
بنية أنيون بيروكسي ثنائي الكبريتات

بيروكسي ثنائي الكبريتات هو أنيون أكسجيني صيغته 2−S2O8 ويشار إليه أحياناً باسم بيركبريتات (أو بيرسلفات). تشتق هذه الأنيونات من حمض بيروكسي ثنائي الكبريتيك.
من أشهر أمثلة الأملاح الحاوية على أنيون بيروكسي ثنائي الكبريتات: بيركبريتات الصوديوم (Na2S2O8) وبيركبريتات البوتاسيوم (K2S2O8) وكذلك بيركبريتات الأمونيوم NH4)2S2O8). تكون أملاح البيركبريتات عادة بيضاء اللون وذات انحلالية جيدة في الماء، كما أنها تعد من المؤكسدات القوية.